# Zona de restauración

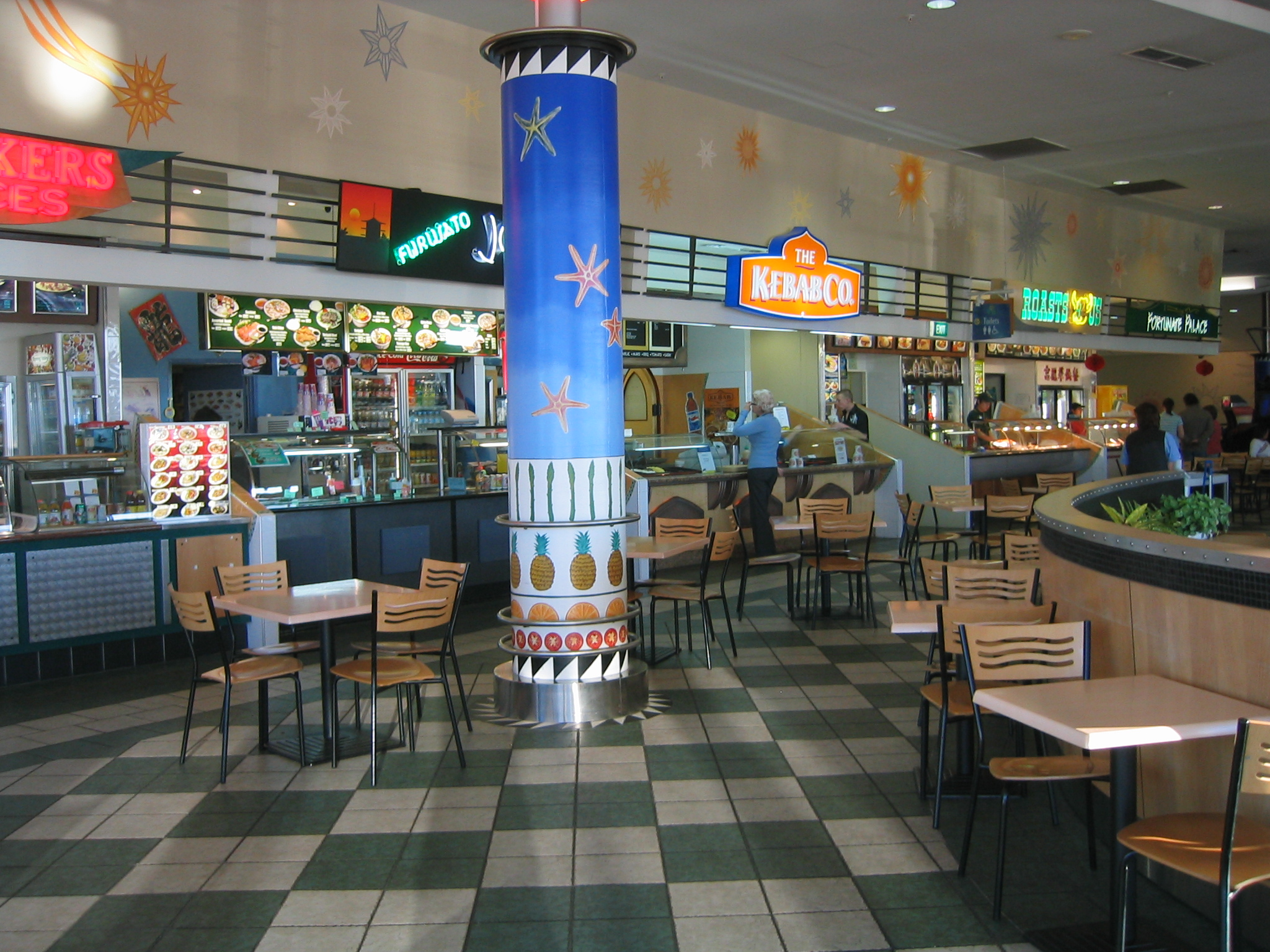
Un food court en Southlands Boulevarde.

Un food court (en español, dependiendo del país, conocido como plaza de comidas, patio de comidas, plazoleta de comidas o feria de la comida) es una agrupación de restaurantes  (puede ser interior o exterior) de diferentes opciones culinarias, en la que existe un espacio común para sentarse. En Estados Unidos las plazas de comida han sido populares desde los ochenta y se han integrado en los centros comerciales y aeropuertos. Es posible encontrarlas en otros sitios turísticos. En Singapur, Malasia y Tailandia las plazas de comida son tan populares que pueden encontrarse en todas partes y ofrecen siempre una gran variedad de platillos de diferentes países, todo ellos se pueden considerar comida rápida. En Venezuela se les conoce como "feria de la comida" y en Argentina, Chile, Perú y Paraguay como "patio de comidas". En Colombia se le conoce como plazoleta de comidas. 